# Hałyniwka (przystanek kolejowy)
Hałyniwka (ukr. Галинівка) – przystanek kolejowy w miejscowości Toporyszcze, w rejonie żytomierskim, w obwodzie żytomierskim, na Ukrainie. Położony jest na linii Korosteń – Żytomierz.